# Dieter Bohlen/Diskografie
Diese Diskografie ist eine Übersicht über die musikalischen Werke des deutschen Musikers, Produzenten und Liedtexters Dieter Bohlen. Den Quellenangaben und Schallplattenauszeichnungen zufolge hat er als Autor, Interpret und Produzent bisher mehr als 12 Millionen Tonträger verkauft. In seiner Heimat Deutschland verkaufte er allein über 7,7 Millionen Tonträger, damit zählt er zu den Musikern mit den meisten durch den BVMI zertifizierten Tonträgerverkäufen. Seine erfolgreichste Veröffentlichung ist die Autorenbeteiligung und Produktion von You’re My Heart, You’re My Soul (Modern Talking) mit über einer Million verkauften Einheiten.

## Alben

### Studioalben
| Jahr | Titel Musiklabel                                 | Höchstplatzierung, Gesamtwochen, AuszeichnungChartplatzierungen (Jahr, Titel, Musiklabel, Platzierungen, Wochen, Auszeichnungen, Anmerkungen) | Höchstplatzierung, Gesamtwochen, AuszeichnungChartplatzierungen (Jahr, Titel, Musiklabel, Platzierungen, Wochen, Auszeichnungen, Anmerkungen) | Höchstplatzierung, Gesamtwochen, AuszeichnungChartplatzierungen (Jahr, Titel, Musiklabel, Platzierungen, Wochen, Auszeichnungen, Anmerkungen) | Höchstplatzierung, Gesamtwochen, AuszeichnungChartplatzierungen (Jahr, Titel, Musiklabel, Platzierungen, Wochen, Auszeichnungen, Anmerkungen) | Anmerkungen                                                                  |
| Jahr | Titel Musiklabel                                 | DE | AT | CH | UK | Anmerkungen                                                                  |
| ---- | ------------------------------------------------ | --- | --- | --- | --- | ---------------------------------------------------------------------------- |
| 2007 | Dreamcatcher Columbia Records                    | DE2 Platin · (26 Wo.)DE | AT6 (9 Wo.)AT | CH14 (8 Wo.)CH | — | Erstveröffentlichung: 9. November 2007 Verkäufe: + 200.000; mit Mark Medlock |
| 2019 | Dieter feat. Bohlen – Das Mega Album! Sony Music | DE4 (6 Wo.)DE | AT7 (2 Wo.)AT | CH9 (4 Wo.)CH | — | Erstveröffentlichung: 5. Juli 2019                                           |

### Kompilationen
| Jahr | Titel Musiklabel                                 | Anmerkungen                                                      |
| ---- | ------------------------------------------------ | ---------------------------------------------------------------- |
| 2002 | Greatest Hits Hansa                              | Erstveröffentlichung: 7. Oktober 2002                            |
| 2005 | Pop-Titan-Hits – The Songs of Dieter Bohlen Edel | Erstveröffentlichung: 30. September 2005                         |
| 2009 | Dieter Bohlen – The History 1978–1985 DWS        | Erstveröffentlichung: 2009                                       |
| 2009 | Produced by Dieter Bohlen Sony Music             | Erstveröffentlichung: 6. November 2009                           |
| 2012 | Best Of Sony Music                               | Erstveröffentlichung: 5. Oktober 2012                            |
| 2017 | Die Megahits Sony Music                          | Erstveröffentlichung: 19. Mai 2017 #1 Deutsche Compilationcharts |

### Remixalben
| Jahr | Titel Musiklabel                    | Anmerkungen                            |
| ---- | ----------------------------------- | -------------------------------------- |
| 2008 | In the Mix Ar-Express               | Erstveröffentlichung: 7. November 2008 |
| 2011 | Nur das Beste: Dieter Bohlen Ariola | Erstveröffentlichung: 26. April 2011   |

### Soundtracks
| Jahr | Titel Musiklabel                   | Höchstplatzierung, Gesamtwochen, AuszeichnungChartplatzierungen (Jahr, Titel, Musiklabel, Platzierungen, Wochen, Auszeichnungen, Anmerkungen) | Höchstplatzierung, Gesamtwochen, AuszeichnungChartplatzierungen (Jahr, Titel, Musiklabel, Platzierungen, Wochen, Auszeichnungen, Anmerkungen) | Höchstplatzierung, Gesamtwochen, AuszeichnungChartplatzierungen (Jahr, Titel, Musiklabel, Platzierungen, Wochen, Auszeichnungen, Anmerkungen) | Höchstplatzierung, Gesamtwochen, AuszeichnungChartplatzierungen (Jahr, Titel, Musiklabel, Platzierungen, Wochen, Auszeichnungen, Anmerkungen) | Anmerkungen                                            |
| Jahr | Titel Musiklabel                   | DE | AT | CH | UK | Anmerkungen                                            |
| ---- | ---------------------------------- | --- | --- | --- | --- | ------------------------------------------------------ |
| 1989 | Rivalen der Rennbahn Hansa         | DE2 Platin · (27 Wo.)DE | AT4 Gold · (15 Wo.)AT | CH5 Gold · (15 Wo.)CH | — | Erstveröffentlichung: 6. März 1989 Verkäufe: + 550.000 |
| 1992 | Zorc – Der Mann ohne Grenzen Hansa | — | — | — | — | Erstveröffentlichung: 1992                             |
| 1994 | Die Stadtindianer Hansa            | — | — | — | — | Erstveröffentlichung: 9. März 1994                     |
| 2006 | Dieter – Der Film Hansa            | DE13 (4 Wo.)DE | AT41 (2 Wo.)AT | — | — | Erstveröffentlichung: 3. März 2006                     |

## Singles

### Als Leadmusiker
| Jahr | Titel Album                                                                 | Höchstplatzierung, Gesamtwochen, AuszeichnungChartplatzierungen (Jahr, Titel, Album, Platzierungen, Wochen, Auszeichnungen, Anmerkungen) | Höchstplatzierung, Gesamtwochen, AuszeichnungChartplatzierungen (Jahr, Titel, Album, Platzierungen, Wochen, Auszeichnungen, Anmerkungen) | Höchstplatzierung, Gesamtwochen, AuszeichnungChartplatzierungen (Jahr, Titel, Album, Platzierungen, Wochen, Auszeichnungen, Anmerkungen) | Höchstplatzierung, Gesamtwochen, AuszeichnungChartplatzierungen (Jahr, Titel, Album, Platzierungen, Wochen, Auszeichnungen, Anmerkungen) | Anmerkungen                                                                            |
| Jahr | Titel Album                                                                 | DE | AT | CH | UK | Anmerkungen                                                                            |
| ---- | --------------------------------------------------------------------------- | --- | --- | --- | --- | -------------------------------------------------------------------------------------- |
| 1978 | Heisse Nacht in der City Dieter Bohlen – The History 1978–1985              | — | — | — | — | Erstveröffentlichung: 1978 mit Holger Garbode als Monza                                |
| 1980 | Don’t Throw My Love Away Dieter Bohlen – The History 1978–1985              | — | — | — | — | Erstveröffentlichung: Mai 1980 als Steve Benson                                        |
| 1980 | Rainbow to Paradise –                                                       | — | — | — | — | Erstveröffentlichung: August 1980 als René d’Angelo                                    |
| 1981 | Love Takes Time Dieter Bohlen – The History 1978–1985                       | — | — | — | — | Erstveröffentlichung: 1981 als Steve Benson                                            |
| 1981 | (You’re a Devil with) Angel Blue Eyes Dieter Bohlen – The History 1978–1985 | — | — | — | — | Erstveröffentlichung: November 1981 als Steve Benson                                   |
| 1984 | Lucky Guy Dieter Bohlen – The History 1978–1985                             | — | — | — | — | Erstveröffentlichung: September 1984 als Ryan Simmons                                  |
| 1985 | The Night Is Yours, The Night Is Mine Dieter Bohlen – The History 1978–1985 | — | — | — | — | Erstveröffentlichung: Juni 1985 als Ryan Simmons                                       |
| 1991 | It’s All Over Déjà vu                                                       | DE60 (7 Wo.)DE | — | — | — | Erstveröffentlichung: 25. November 1991 feat. Dionne Warwick                           |
| 2007 | Unbelievable Dreamcatcher                                                   | DE4 (12 Wo.)DE | AT19 (11 Wo.)AT | CH27 (5 Wo.)CH | — | Erstveröffentlichung: 25. Oktober 2007 mit Mark Medlock                                |
| 2020 | Brother Louie –                                                             | DE64 (11 Wo.)DE | AT58 (6 Wo.)AT | — | — | Erstveröffentlichung: 10. Juli 2020 Verkäufe: + 50.000; mit Vize & Imanbek feat. Leony |
| 2022 | You’re My Heart, You’re My Soul –                                           | DE2 (2 Wo.)DE | AT43 (1 Wo.)AT | — | — | Erstveröffentlichung: 6. Mai 2022 mit Katja Krasavice & Pietro Lombardi                |

### Als Gastmusiker
| Jahr | Titel Album                            | Höchstplatzierung, Gesamtwochen, AuszeichnungChartplatzierungen (Jahr, Titel, Album, Platzierungen, Wochen, Auszeichnungen, Anmerkungen) | Höchstplatzierung, Gesamtwochen, AuszeichnungChartplatzierungen (Jahr, Titel, Album, Platzierungen, Wochen, Auszeichnungen, Anmerkungen) | Höchstplatzierung, Gesamtwochen, AuszeichnungChartplatzierungen (Jahr, Titel, Album, Platzierungen, Wochen, Auszeichnungen, Anmerkungen) | Höchstplatzierung, Gesamtwochen, AuszeichnungChartplatzierungen (Jahr, Titel, Album, Platzierungen, Wochen, Auszeichnungen, Anmerkungen) | Anmerkungen                                                                               |
| Jahr | Titel Album                            | DE | AT | CH | UK | Anmerkungen                                                                               |
| ---- | -------------------------------------- | --- | --- | --- | --- | ----------------------------------------------------------------------------------------- |
| 2007 | You Can Get It Mr. Lonely (Re-Edition) | DE1 Platin · (27 Wo.)DE | AT3 (20 Wo.)AT | CH3 (15 Wo.)CH | — | Erstveröffentlichung: 29. Juni 2007 Verkäufe: + 300.000; Mark Medlock feat. Dieter Bohlen |
| 2024 | Cheri Cheri Lady –                     | DE2 (1 Wo.)DE | — | — | — | Erstveröffentlichung: 12. April 2024 Twenty4tim feat. Dieter Bohlen                       |

## Musikvideos
| Jahr | Titel                           | Regisseur(e)                  |
| ---- | ------------------------------- | ----------------------------- |
| 2007 | You Can Get It                  | Nikolaj Georgiew              |
| 2007 | Unbelievable                    |                               |
| 2019 | Brother Louie                   |                               |
| 2020 | Brother Louie                   |                               |
| 2022 | You’re My Heart, You’re My Soul | Jakub Rzucidlo, Tatjana Wenig |
| 2024 | Cheri Cheri Lady                | Cale Kalay                    |

## Autorenbeteiligungen und Produktionen

You’re My Heart, You’re My Soul

Dieter Bohlen als Autor und Produzent in den Charts

| Jahr | Titel Interpretation                                                  | Höchstplatzierung, Gesamtwochen, AuszeichnungChartplatzierungen (Jahr, Titel, Interpretation, Platzierungen, Wochen, Auszeichnungen, Anmerkungen) | Höchstplatzierung, Gesamtwochen, AuszeichnungChartplatzierungen (Jahr, Titel, Interpretation, Platzierungen, Wochen, Auszeichnungen, Anmerkungen) | Höchstplatzierung, Gesamtwochen, AuszeichnungChartplatzierungen (Jahr, Titel, Interpretation, Platzierungen, Wochen, Auszeichnungen, Anmerkungen) | Höchstplatzierung, Gesamtwochen, AuszeichnungChartplatzierungen (Jahr, Titel, Interpretation, Platzierungen, Wochen, Auszeichnungen, Anmerkungen) | Anmerkungen                                                  |
| Jahr | Titel Interpretation                                                  | DE | AT | CH | UK | Anmerkungen                                                  |
| --- | --------------------------------------------------------------------- | --- | --- | --- | --- | ------------------------------------------------------------ |
| 1981 | New York The Teens                                                    | DE75 (1 Wo.)DE | — | — | — | Erstveröffentlichung: 28. September 1981                     |
| 1981 | Halé, Hey Louise Ricky King                                           | DE14 (22 Wo.)DE | — | — | — | Erstveröffentlichung: 7. Dezember 1981                       |
| 1982 | Ahoi, Ay Ay Capt’n Ricky King                                         | DE44 (10 Wo.)DE | — | — | — | Erstveröffentlichung: 12. April 1982                         |
| 1982 | Fly with Me to Malibu Ricky King                                      | DE35 (9 Wo.)DE | — | — | — | Erstveröffentlichung: 30. August 1982                        |
| 1984 | You’re My Heart, You’re My Soul Modern Talking                        | DE1 Gold · (25 Wo.)DE | AT1 (20 Wo.)AT | CH1 (22 Wo.)CH | UK56 (13 Wo.)UK | Erstveröffentlichung: 29. Oktober 1984 Verkäufe: + 1.000.000 |
| 1985 | You Can Win If You Want Modern Talking                                | DE1 Gold · (21 Wo.)DE | AT1 (18 Wo.)AT | CH2 (14 Wo.)CH | UK70 (4 Wo.)UK | Erstveröffentlichung: 13. März 1985 Verkäufe: + 750.000      |
| 1985 | I Can Lose My Heart Tonight C. C. Catch                               | DE13 (15 Wo.)DE | AT24 (4 Wo.)AT | CH19 (7 Wo.)CH | — | Erstveröffentlichung: 29. Juli 1985                          |
| 1985 | Cheri, Cheri Lady Modern Talking                                      | DE1 Gold · (22 Wo.)DE | AT1 (16 Wo.)AT | CH1 (18 Wo.)CH | UK— SilberUK | Erstveröffentlichung: 2. September 1985 Verkäufe: + 825.000  |
| 1986 | ’Cause You’re Young C. C. Catch                                       | DE9 (14 Wo.)DE | AT28 (2 Wo.)AT | CH8 (8 Wo.)CH | — | Erstveröffentlichung: 20. Januar 1986                        |
| 1986 | Brother Louie Modern Talking                                          | DE1 (17 Wo.)DE | AT2 (12 Wo.)AT | CH2 (12 Wo.)CH | UK4 Silber · (10 Wo.)UK | Erstveröffentlichung: 27. Januar 1986 Verkäufe: + 630.000    |
| 1986 | Midnight Lady Chris Norman                                            | DE1 Gold · (18 Wo.)DE | AT1 (16 Wo.)AT | CH1 (14 Wo.)CH | — | Erstveröffentlichung: 14. April 1986 Verkäufe: + 250.000     |
| 1986 | Strangers by Night C. C. Catch                                        | DE9 (15 Wo.)DE | AT15 (10 Wo.)AT | CH11 (8 Wo.)CH | — | Erstveröffentlichung: 14. April 1986                         |
| 1986 | Atlantis Is Calling (S. O. S. for Love) Modern Talking                | DE1 (14 Wo.)DE | AT2 (14 Wo.)AT | CH3 (10 Wo.)CH | UK55 (4 Wo.)UK | Erstveröffentlichung: 28. April 1986 Verkäufe: + 100.000     |
| 1986 | Midnight Lady (einsam so wie ich) Roland Kaiser                       | DE16 (11 Wo.)DE | AT16 (4 Wo.)AT | — | — | Erstveröffentlichung: 12. Mai 1986                           |
| 1986 | Heartbreak Hotel C. C. Catch                                          | DE8 (16 Wo.)DE | AT22 (4 Wo.)AT | CH13 (5 Wo.)CH | — | Erstveröffentlichung: 1. September 1986                      |
| 1986 | Some Hearts Are Diamonds Chris Norman                                 | DE14 (12 Wo.)DE | AT7 (10 Wo.)AT | CH12 (5 Wo.)CH | — | Erstveröffentlichung: 21. September 1986                     |
| 1986 | Geronimo’s Cadillac Modern Talking                                    | DE3 (11 Wo.)DE | AT3 (14 Wo.)AT | CH6 (7 Wo.)CH | — | Erstveröffentlichung: 6. Oktober 1986                        |
| 1986 | Sag ihm, dass du gehst Howard Carpendale                              | DE43 (12 Wo.)DE | — | — | — | Erstveröffentlichung: 13. Oktober 1986                       |
| 1986 | Give Me Peace on Earth Modern Talking                                 | DE29 (7 Wo.)DE | AT28 (2 Wo.)AT | — | — | Erstveröffentlichung: 11. November 1986                      |
| 1986 | Heaven and Hell C. C. Catch                                           | DE13 (9 Wo.)DE | — | CH19 (4 Wo.)CH | — | Erstveröffentlichung: 23. November 1986                      |
| 1986 | No Arms Can Ever Hold You Chris Norman                                | DE52 (6 Wo.)DE | — | — | — | Erstveröffentlichung: Dezember 1986                          |
| 1987 | Are You Man Enough C. C. Catch                                        | DE20 (10 Wo.)DE | — | CH28 (2 Wo.)CH | — | Erstveröffentlichung: 11. Mai 1987                           |
| 1987 | Jet Airliner Modern Talking                                           | DE7 (11 Wo.)DE | AT10 (10 Wo.)AT | CH12 (6 Wo.)CH | — | Erstveröffentlichung: 18. Mai 1987                           |
| 1987 | Soul Survivor C. C. Catch                                             | DE17 (13 Wo.)DE | — | — | UK96 (1 Wo.)UK | Erstveröffentlichung: 21. September 1987                     |
| 1987 | Sorry Little Sarah Blue System                                        | DE11 (14 Wo.)DE | AT10 (12 Wo.)AT | — | — | Erstveröffentlichung: 19. Oktober 1987                       |
| 1987 | In 100 Years … Modern Talking                                         | DE30 (5 Wo.)DE | — | — | — | Erstveröffentlichung: 9. November 1987                       |
| 1988 | My Bed Is Too Big Blue System                                         | DE10 (26 Wo.)DE | AT4 (18 Wo.)AT | — | — | Erstveröffentlichung: 18. April 1988                         |
| 1988 | She’s a Lady Les McKeown                                              | DE38 (17 Wo.)DE | — | — | — | Erstveröffentlichung: 2. Mai 1988                            |
| 1988 | Broken Heroes Chris Norman                                            | DE3 (12 Wo.)DE | AT7 (6 Wo.)AT | — | — | Erstveröffentlichung: 2. Mai 1988                            |
| 1988 | House of Mystic Lights C. C. Catch                                    | DE22 (15 Wo.)DE | — | — | — | Erstveröffentlichung: 16. Mai 1988                           |
| 1988 | Under My Skin Blue System                                             | DE6 (13 Wo.)DE | AT12 (12 Wo.)AT | CH18 (6 Wo.)CH | — | Erstveröffentlichung: 10. Oktober 1988                       |
| 1988 | Back Seat of Your Cadillac C. C. Catch                                | DE10 (13 Wo.)DE | — | — | — | Erstveröffentlichung: 10. Oktober 1988                       |
| 1988 | Love Is Just a Breath Away Les McKeown                                | DE44 (5 Wo.)DE | — | — | — | Erstveröffentlichung: 28. November 1988                      |
| 1989 | Silent Water Blue System                                              | DE11 (9 Wo.)DE | AT16 (6 Wo.)AT | — | — | Erstveröffentlichung: 2. Januar 1989                         |
| 1989 | Samuraj Nino de Angelo                                                | DE11 (13 Wo.)DE | — | — | — | Erstveröffentlichung: Februar 1989                           |
| 1989 | Nothing But a Heartache C. C. Catch                                   | DE39 (7 Wo.)DE | — | — | — | Erstveröffentlichung: 13. März 1989                          |
| 1989 | I Need Your Love Tonight Marianne Rosenberg                           | DE56 (7 Wo.)DE | — | — | — | Erstveröffentlichung: 27. März 1989                          |
| 1989 | Love Suite Blue System                                                | DE14 (12 Wo.)DE | — | — | — | Erstveröffentlichung: 27. März 1989                          |
| 1989 | Flieger Nino de Angelo                                                | DE13 (13 Wo.)DE | AT20 (4 Wo.)AT | — | — | Erstveröffentlichung: 30. März 1989                          |
| 1989 | It’s a Game Les McKeown                                               | DE33 (9 Wo.)DE | — | — | — | Erstveröffentlichung: 10. April 1989                         |
| 1989 | Nur ein Lied Thomas Forstner                                          | — | AT1 (14 Wo.)AT | — | — | Erstveröffentlichung: 1. Mai 1989                            |
| 1989 | Young Hearts Smokie                                                   | DE43 (9 Wo.)DE | — | — | — | Erstveröffentlichung: 12. Juni 1989                          |
| 1989 | Love Hurts and Love Heals Les McKeown                                 | DE47 (9 Wo.)DE | — | — | — | Erstveröffentlichung: 10. Juli 1989                          |
| 1989 | A Cry in the Night Lory Bianco                                        | DE41 (12 Wo.)DE | AT1 (14 Wo.)AT | — | — | Erstveröffentlichung: 18. Juli 1989                          |
| 1989 | Magic Symphony Blue System                                            | DE10 (21 Wo.)DE | AT23 (8 Wo.)AT | CH21 (2 Wo.)CH | — | Erstveröffentlichung: 28. August 1989                        |
| 1989 | Red Roses for My Lady Engelbert                                       | DE50 (10 Wo.)DE | — | — | — | Erstveröffentlichung: 6. November 1989                       |
| 1989 | Wenn Nachts die Sonne scheint Thomas Forstner                         | — | AT13 (10 Wo.)AT | — | — | Erstveröffentlichung: 17. November 1989                      |
| 1990 | 48 Hours Blue System                                                  | DE29 (8 Wo.)DE | AT28 (1 Wo.)AT | — | — | Erstveröffentlichung: 16. April 1990                         |
| 1990 | Love Is Such a Lonely Sword Blue System                               | DE16 (18 Wo.)DE | AT13 (12 Wo.)AT | — | — | Erstveröffentlichung: 27. August 1990                        |
| 1990 | When Sarah Smiles Blue System                                         | DE63 (5 Wo.)DE | — | — | — | Erstveröffentlichung: 3. Dezember 1990                       |
| 1991 | Bitterblue Bonnie Tyler                                               | DE17 (16 Wo.)DE | AT5 (20 Wo.)AT | — | — | Erstveröffentlichung: 25. Januar 1991 Verkäufe: + 500.000    |
| 1991 | Lucifer Blue System                                                   | DE25 (12 Wo.)DE | AT8 (14 Wo.)AT | — | — | Erstveröffentlichung: 1. April 1991                          |
| 1991 | Frag’ Maria Roy Black                                                 | DE74 (6 Wo.)DE | — | — | — | Erstveröffentlichung: 20. Mai 1991                           |
| 1991 | Testamente D’Amelia Blue System                                       | DE34 (7 Wo.)DE | — | — | — | Erstveröffentlichung: 8. Juli 1991                           |
| 1991 | Ich träume mich zu dir Roy Black                                      | DE39 (16 Wo.)DE | — | — | — | Erstveröffentlichung: 2. September 1991                      |
| 1991 | Déjà vu Blue System                                                   | DE12 (14 Wo.)DE | AT16 (9 Wo.)AT | — | — | Erstveröffentlichung: 9. September 1991                      |
| 1991 | It’s All Over Dieter Bohlen feat. Dionne Warwick                      | DE60 (7 Wo.)DE | — | — | — | Erstveröffentlichung: 2. Dezember 1991                       |
| 1991 | Jeder braucht ’nen kleinen Flugplatz Roy Black                        | DE52 (7 Wo.)DE | — | — | — | Erstveröffentlichung: 23. Dezember 1991                      |
| 1992 | Against the Wind Bonnie Tyler                                         | DE36 (7 Wo.)DE | AT13 (12 Wo.)AT | — | — | Erstveröffentlichung: 13. Januar 1992                        |
| 1992 | Auf die Liebe kommt es an Peter Alexander                             | DE57 (5 Wo.)DE | — | — | — | Erstveröffentlichung: 21. Januar 1992                        |
| 1992 | Romeo and Juliet Blue System                                          | DE25 (9 Wo.)DE | AT22 (7 Wo.)AT | — | — | Erstveröffentlichung: 23. Februar 1992                       |
| 1992 | Rosenzeit Roy Black                                                   | DE84 (2 Wo.)DE | — | — | — | Erstveröffentlichung: 23. März 1992                          |
| 1992 | Zusammen geh’n Tony Wegas                                             | — | AT9 (8 Wo.)AT | — | — | Erstveröffentlichung: 26. April 1992 Verkäufe: + 300.000     |
| 1992 | I Will Survive Blue System                                            | — | AT30 (2 Wo.)AT | — | — | Erstveröffentlichung: 17. Mai 1992                           |
| 1992 | This Time It’s Forever Errol Brown                                    | DE26 (15 Wo.)DE | AT16 (12 Wo.)AT | — | — | Erstveröffentlichung: 6. Juli 1992                           |
| 1992 | Fools Lullaby Bonnie Tyler                                            | DE29 (12 Wo.)DE | AT17 (12 Wo.)AT | — | — | Erstveröffentlichung: 19. Oktober 1992                       |
| 1992 | Secret Rendezvous Errol Brown                                         | DE72 (3 Wo.)DE | — | — | — | Erstveröffentlichung: 6. November 1992                       |
| 1993 | Call Me Bonnie Tyler                                                  | DE86 (4 Wo.)DE | — | — | — | Erstveröffentlichung: 15. Februar 1993                       |
| 1993 | History Blue System                                                   | DE26 (11 Wo.)DE | — | — | — | Erstveröffentlichung: 22. März 1993                          |
| 1993 | Emmalene (That’s No Lie) Errol Brown                                  | DE92 (1 Wo.)DE | — | — | — | Erstveröffentlichung: 31. Mai 1993                           |
| 1993 | Operator Blue System                                                  | DE87 (3 Wo.)DE | — | — | — | Erstveröffentlichung: 5. Juli 1993                           |
| 1993 | Sally Comes Around Bonnie Tyler                                       | DE76 (3 Wo.)DE | — | — | — | Erstveröffentlichung: 18. Oktober 1993                       |
| 1993 | Spanish Ballerina Al Martino                                          | DE93 (1 Wo.)DE | — | — | — | Erstveröffentlichung: 25. Oktober 1993                       |
| 1994 | 6 Years – 6 Nights Blue System                                        | DE47 (5 Wo.)DE | — | — | — | Erstveröffentlichung: 14. März 1994                          |
| 1995 | Tell Me Why Major T.                                                  | DE92 (1 Wo.)DE | — | — | — | Erstveröffentlichung: 5. Juni 1995                           |
| 1995 | Laila Blue System                                                     | DE29 (14 Wo.)DE | — | — | — | Erstveröffentlichung: 11. September 1995                     |
| 1996 | Only with You Blue System                                             | DE58 (3 Wo.)DE | — | — | — | Erstveröffentlichung: 3. Juni 1996                           |
| 1996 | For the Children Blue System feat. Children United                    | DE67 (3 Wo.)DE | — | — | — | Erstveröffentlichung: 16. September 1996                     |
| 1997 | I Can’t Get No Sleep Touché                                           | DE52 (9 Wo.)DE | — | — | — | Erstveröffentlichung: 7. Juli 1997                           |
| 1997 | I Want You Back, I Want Your Heart Touché                             | DE51 (9 Wo.)DE | — | — | — | Erstveröffentlichung: 7. Oktober 1997                        |
| 1997 | Anything Blue System                                                  | DE79 (1 Wo.)DE | — | — | — | Erstveröffentlichung: 10. November 1997                      |
| 1998 | I’ll Give You My Heart Touché                                         | DE79 (4 Wo.)DE | — | — | — | Erstveröffentlichung: 2. Februar 1998                        |
| 1998 | You’re My Heart, You’re My Soul ’98 Modern Talking mit Eric Singleton | DE2 Platin · (20 Wo.)DE | AT2 (13 Wo.)AT | CH4 (25 Wo.)CH | — | Erstveröffentlichung: 16. März 1998 Verkäufe: + 805.000      |
| 1998 | Brother Louie ’98 Modern Talking                                      | DE16 (11 Wo.)DE | AT17 (10 Wo.)AT | CH21 (9 Wo.)CH | — | Erstveröffentlichung: 20. Juli 1998 Verkäufe: + 250.000      |
| 1998 | Y.M.C.A. Touché feat. Krayzee                                         | DE31 (14 Wo.)DE | AT31 (4 Wo.)AT | CH23 (9 Wo.)CH | — | Erstveröffentlichung: 14. September 1998 Verkäufe: + 25.000  |
| 1998 | C.C. Catch Megamix ’98 C. C. Catch feat. Krayzee                      | DE33 (11 Wo.)DE | — | — | — | Erstveröffentlichung: 28. September 1998                     |
| 1998 | This Goodbye Is Not Forever Touché                                    | DE27 (12 Wo.)DE | AT26 (9 Wo.)AT | CH21 (3 Wo.)CH | — | Erstveröffentlichung: 7. Dezember 1998                       |
| 1999 | I Can Lose My Heart Tonight ’99 C. C. Catch feat. Krayzee             | DE72 (6 Wo.)DE | — | — | — | Erstveröffentlichung: 11. Januar 1999                        |
| 1999 | You Are Not Alone Modern Talking                                      | DE7 Gold · (15 Wo.)DE | AT5 (14 Wo.)AT | CH12 (13 Wo.)CH | — | Erstveröffentlichung: 1. Februar 1999 Verkäufe: + 250.000    |
| 1999 | Kids in America Touché feat. Al Walser                                | DE63 (4 Wo.)DE | — | — | — | Erstveröffentlichung: 19. April 1999                         |
| 1999 | Sexy, Sexy Lover Modern Talking                                       | DE15 (9 Wo.)DE | AT27 (7 Wo.)AT | CH35 (2 Wo.)CH | — | Erstveröffentlichung: 17. Mai 1999                           |
| 2000 | China in Her Eyes Modern Talking                                      | DE8 (9 Wo.)DE | AT22 (7 Wo.)AT | CH20 (11 Wo.)CH | — | Erstveröffentlichung: 31. Januar 2000 Verkäufe: + 25.000     |
| 2000 | Don’t Take Away My Heart Modern Talking                               | DE41 (5 Wo.)DE | — | — | — | Erstveröffentlichung: 2. Mai 2000                            |
| 2001 | Win the Race Modern Talking                                           | DE5 (13 Wo.)DE | AT14 (13 Wo.)AT | CH31 (10 Wo.)CH | — | Erstveröffentlichung: 26. Februar 2001                       |
| 2001 | Boom Boom Millane Fernandez                                           | DE21 (18 Wo.)DE | AT31 (11 Wo.)AT | CH86 (5 Wo.)CH | — | Erstveröffentlichung: 5. März 2001                           |
| 2001 | Last Exit to Brooklyn Modern Talking                                  | DE37 (5 Wo.)DE | AT44 (5 Wo.)AT | CH94 (1 Wo.)CH | — | Erstveröffentlichung: 7. Mai 2001                            |
| 2001 | I Miss You (Dam Dubi Dam) Millane Fernandez                           | DE32 (10 Wo.)DE | AT43 (11 Wo.)AT | — | — | Erstveröffentlichung: 12. August 2001                        |
| 2002 | Ready for the Victory Modern Talking                                  | DE7 (11 Wo.)DE | AT20 (12 Wo.)AT | CH62 (6 Wo.)CH | — | Erstveröffentlichung: 18. Februar 2002                       |
| 2002 | Will My Heart Survive? Isabel                                         | DE36 (9 Wo.)DE | — | — | — | Erstveröffentlichung: 25. Februar 2002                       |
| 2002 | Juliet Modern Talking                                                 | DE25 (8 Wo.)DE | AT42 (5 Wo.)AT | CH83 (1 Wo.)CH | — | Erstveröffentlichung: 29. April 2002                         |
| 2002 | Like Snow in June (Da Di Da Du) Isabel                                | DE47 (8 Wo.)DE | — | — | — | Erstveröffentlichung: 27. Mai 2002                           |
| 2002 | We Have a Dream Deutschland sucht den Superstar Allstars              | DE1 ×3Dreifachgold · (17 Wo.)DE | AT2 Gold · (19 Wo.)AT | CH1 Platin · (16 Wo.)CH | — | Erstveröffentlichung: 23. Dezember 2002 Verkäufe: + 810.000  |
| 2003 | TV Makes the Superstar Modern Talking                                 | DE2 (12 Wo.)DE | AT15 (11 Wo.)AT | CH55 (7 Wo.)CH | — | Erstveröffentlichung: 3. März 2003                           |
| 2003 | Take Me Tonight Alexander Klaws                                       | DE1 ×5Fünffachgold · (14 Wo.)DE | AT2 Platin · (17 Wo.)AT | CH1 Gold · (14 Wo.)CH | — | Erstveröffentlichung: 14. März 2003 Verkäufe: + 1.000.000    |
| 2003 | You Drive Me Crazy Daniel Küblböck                                    | DE1 Gold · (12 Wo.)DE | AT4 (20 Wo.)AT | CH10 (12 Wo.)CH | — | Erstveröffentlichung: 30. März 2003 Verkäufe: + 150.000      |
| 2003 | Für dich Yvonne Catterfeld                                            | DE1 Platin · (26 Wo.)DE | AT1 Gold · (28 Wo.)AT | CH1 Gold · (19 Wo.)CH | — | Erstveröffentlichung: 5. Mai 2003 Verkäufe: + 335.000        |
| 2003 | Heartbeat Daniel Küblböck                                             | DE2 (10 Wo.)DE | AT5 (12 Wo.)AT | CH11 (8 Wo.)CH | — | Erstveröffentlichung: 18. Mai 2003                           |
| 2003 | Stay with Me Alexander Klaws                                          | DE9 (9 Wo.)DE | AT14 (10 Wo.)AT | CH28 (10 Wo.)CH | — | Erstveröffentlichung: 10. Juni 2003                          |
| 2003 | Free Like the Wind Alexander Klaws                                    | DE1 Platin · (19 Wo.)DE | AT2 Gold · (23 Wo.)AT | CH2 (19 Wo.)CH | — | Erstveröffentlichung: 29. Oktober 2003 Verkäufe: + 315.000   |
| 2003 | Believe in Miracles Deutschland sucht den Superstar Allstars          | DE8 (10 Wo.)DE | AT25 (10 Wo.)AT | CH18 (10 Wo.)CH | — | Erstveröffentlichung: 23. November 2003                      |
| 2004 | Du hast mein Herz gebrochen Yvonne Catterfeld                         | DE1 (16 Wo.)DE | AT4 (23 Wo.)AT | CH6 (13 Wo.)CH | — | Erstveröffentlichung: 12. Januar 2004                        |
| 2004 | Behind the Sun Alexander Klaws                                        | DE2 (9 Wo.)DE | AT15 (10 Wo.)AT | CH18 (6 Wo.)CH | — | Erstveröffentlichung: 23. Februar 2004                       |
| 2004 | This Is My Life Elli Erl                                              | DE3 (12 Wo.)DE | AT6 (13 Wo.)AT | CH11 (9 Wo.)CH | — | Erstveröffentlichung: 22. März 2004                          |
| 2004 | Sunshine After the Rain Alexander Klaws                               | DE5 (9 Wo.)DE | AT19 (9 Wo.)AT | CH36 (6 Wo.)CH | — | Erstveröffentlichung: 7. Juni 2004                           |
| 2004 | Here I Am Alexander Klaws                                             | DE19 (9 Wo.)DE | AT45 (3 Wo.)AT | CH98 (1 Wo.)CH | — | Erstveröffentlichung: 18. Oktober 2004                       |
| 2006 | Be My Boyfriend Indiggo                                               | DE89 (2 Wo.)DE | — | — | — | Erstveröffentlichung: 10. März 2006                          |
| 2006 | Ich liebe dich Nathalie Tineo                                         | DE38 (8 Wo.)DE | — | — | — | Erstveröffentlichung: 17. März 2006                          |
| 2006 | Sei so wie du bist Nathalie Tineo                                     | DE63 (9 Wo.)DE | — | — | — | Erstveröffentlichung: 12. Mai 2006                           |
| 2007 | Now or Never Mark Medlock                                             | DE1 Platin · (14 Wo.)DE | AT1 Gold · (21 Wo.)AT | CH1 (16 Wo.)CH | — | Erstveröffentlichung: 11. Mai 2007 Verkäufe: + 315.000       |
| 2007 | You Can Get It Mark Medlock feat. Dieter Bohlen                       | DE1 Platin · (27 Wo.)DE | AT3 (20 Wo.)AT | CH3 (15 Wo.)CH | — | Erstveröffentlichung: 29. Juni 2007 Verkäufe: + 300.000      |
| 2007 | Unbelievable Dieter Bohlen & Mark Medlock                             | DE4 (12 Wo.)DE | AT19 (11 Wo.)AT | CH27 (5 Wo.)CH | — | Erstveröffentlichung: 26. Oktober 2007                       |
| 2008 | Summer Love Mark Medlock                                              | DE1 Gold · (17 Wo.)DE | AT4 (15 Wo.)AT | CH14 (7 Wo.)CH | — | Erstveröffentlichung: 2. Mai 2008 Verkäufe: + 150.000        |
| 2008 | Dumm aber schlau Das Bo                                               | DE62 (4 Wo.)DE | AT61 (2 Wo.)AT | — | — | Erstveröffentlichung: 3. Oktober 2008                        |
| 2008 | Noch in 100.000 Jahren DJ Ötzi                                        | DE10 Gold · (24 Wo.)DE | AT4 (20 Wo.)AT | CH49 (6 Wo.)CH | — | Erstveröffentlichung: 24. Oktober 2008 Verkäufe: + 150.000   |
| 2009 | Mamacita Mark Medlock                                                 | DE2 Gold · (19 Wo.)DE | AT4 (18 Wo.)AT | CH17 (9 Wo.)CH | — | Erstveröffentlichung: 24. April 2009 Verkäufe: + 150.000     |
| 2009 | Anything but Love Daniel Schuhmacher                                  | DE1 Gold · (10 Wo.)DE | AT1 (11 Wo.)AT | CH1 (8 Wo.)CH | — | Erstveröffentlichung: 15. Mai 2009 Verkäufe: + 150.000       |
| 2009 | Baby Blue Mark Medlock                                                | DE4 (9 Wo.)DE | AT34 (4 Wo.)AT | — | — | Erstveröffentlichung: 25. September 2009                     |
| 2010 | Real Love Mark Medlock                                                | DE2 (12 Wo.)DE | AT13 (8 Wo.)AT | CH54 (2 Wo.)CH | — | Erstveröffentlichung: 9. April 2010                          |
| 2010 | Don’t Believe Mehrzad Marashi                                         | DE1 Gold · (17 Wo.)DE | AT1 Gold · (13 Wo.)AT | CH1 (9 Wo.)CH | — | Erstveröffentlichung: 16. April 2010 Verkäufe: + 165.000     |
| 2010 | Sweat (A La La La La Long) Mehrzad Marashi und Mark Medlock           | DE2 (12 Wo.)DE | AT7 (10 Wo.)AT | CH16 (4 Wo.)CH | — | Erstveröffentlichung: 21. Mai 2010                           |
| 2010 | Maria Maria Mark Medlock                                              | DE24 (4 Wo.)DE | — | — | — | Erstveröffentlichung: 6. August 2010                         |
| 2010 | Du kannst noch nicht mal richtig lügen Andrea Berg                    | DE91 (4 Wo.)DE | AT73 (1 Wo.)AT | — | — | Erstveröffentlichung: 29. Oktober 2010                       |
| 2011 | Call My Name Pietro Lombardi                                          | DE1 Platin · (16 Wo.)DE | AT1 Platin · (13 Wo.)AT | CH1 Gold · (9 Wo.)CH | — | Erstveröffentlichung: 7. Mai 2011 Verkäufe: + 345.000        |
| 2011 | Call My Name Sarah Engels                                             | DE2 (8 Wo.)DE | AT2 (5 Wo.)AT | CH2 (4 Wo.)CH | — | Erstveröffentlichung: 7. Mai 2011                            |
| 2011 | I Miss You Sarah Engels & Pietro Lombardi                             | DE2 (13 Wo.)DE | AT6 (9 Wo.)AT | CH14 (5 Wo.)CH | — | Erstveröffentlichung: 17. Juni 2011                          |
| 2011 | Only for You Sarah Engels                                             | DE33 (4 Wo.)DE | AT47 (1 Wo.)AT | — | — | Erstveröffentlichung: 24. Juni 2011                          |
| 2011 | Goin’ to L. A. Pietro Lombardi                                        | DE22 (6 Wo.)DE | AT55 (1 Wo.)AT | — | — | Erstveröffentlichung: 11. November 2011                      |
| 2011 | It’s Christmas Time Pietro Lombardi & Sarah Engels                    | — | AT75 (1 Wo.)AT | — | — | Erstveröffentlichung: 2. Dezember 2011                       |
| 2012 | Don’t Think About Me Luca Hänni                                       | DE1 (8 Wo.)DE | AT1 (6 Wo.)AT | CH1 Gold · (6 Wo.)CH | — | Erstveröffentlichung: 28. April 2012 Verkäufe: + 15.000      |
| 2012 | Don’t Think About Me Daniele Negroni                                  | DE4 (6 Wo.)DE | AT3 (6 Wo.)AT | CH2 (3 Wo.)CH | — | Erstveröffentlichung: 28. April 2012                         |
| 2012 | Absolutely Right Daniele Negroni                                      | DE15 (7 Wo.)DE | AT18 (4 Wo.)AT | CH20 (2 Wo.)CH | — | Erstveröffentlichung: 25. Mai 2012                           |
| 2012 | I Like It Hot Daniele Negroni                                         | DE45 (4 Wo.)DE | — | — | — | Erstveröffentlichung: 10. August 2012                        |
| 2012 | I Will Die for You Luca Hänni                                         | DE54 (2 Wo.)DE | AT46 (3 Wo.)AT | CH37 (3 Wo.)CH | — | Erstveröffentlichung: 24. August 2012                        |
| 2013 | Mein Herz Beatrice Egli                                               | DE1 Gold · (24 Wo.)DE | AT1 (19 Wo.)AT | CH1 Gold · (20 Wo.)CH | — | Erstveröffentlichung: 11. Mai 2013 Verkäufe: + 165.000       |
| 2013 | Heartbreaker Lisa Wohlgemuth                                          | DE8 (6 Wo.)DE | AT8 (3 Wo.)AT | CH8 (1 Wo.)CH | — | Erstveröffentlichung: 11. Mai 2013                           |
| 2013 | Das Gefühl Andrea Berg                                                | DE52 (5 Wo.)DE | AT56 (3 Wo.)AT | CH49 (2 Wo.)CH | — | Erstveröffentlichung: 7. August 2013                         |
| 2013 | Atlantis lebt Andrea Berg                                             | DE84 (1 Wo.)DE | — | — | — | Erstveröffentlichung: 6. September 2013                      |
| 2013 | Verrückt nach dir Beatrice Egli                                       | DE48 (4 Wo.)DE | AT55 (2 Wo.)AT | CH53 (2 Wo.)CH | — | Erstveröffentlichung: 22. November 2013                      |
| 2014 | Irgendwann Beatrice Egli                                              | DE87 (2 Wo.)DE | AT66 (1 Wo.)AT | CH44 (1 Wo.)CH | — | Erstveröffentlichung: 14. März 2014                          |
| 2015 | Hero of My Heart Severino Seeger                                      | DE10 (3 Wo.)DE | AT12 (1 Wo.)AT | CH19 (1 Wo.)CH | — | Erstveröffentlichung: 16. Mai 2015                           |
| 2015 | Hero of My Heart Viviana Grisafi                                      | DE27 (1 Wo.)DE | AT29 (1 Wo.)AT | CH35 (1 Wo.)CH | — | Erstveröffentlichung: 16. Mai 2015                           |
| 2016 | Ich sterb für dich Vanessa Mai                                        | DE35 Gold · (5 Wo.)DE | AT48 (4 Wo.)AT | CH77 (2 Wo.)CH | — | Erstveröffentlichung: 19. Februar 2016 Verkäufe: + 200.000   |
| 2016 | Diese Nacht ist jede Sünde wert Andrea Berg                           | DE44 (4 Wo.)DE | AT37 (5 Wo.)AT | — | — | Erstveröffentlichung: 19. Februar 2016                       |
| 2016 | Ich werde lächeln wenn Du gehst Andrea Berg                           | — | AT75 (1 Wo.)AT | — | — | Erstveröffentlichung: 18. März 2016                          |
| 2016 | Glücksmoment Prince Damien                                            | DE1 (6 Wo.)DE | AT2 (4 Wo.)AT | CH7 (2 Wo.)CH | — | Erstveröffentlichung: 7. Mai 2016                            |
| 2016 | Glücksmoment Laura van den Elzen                                      | DE37 (1 Wo.)DE | AT43 (1 Wo.)AT | — | — | Erstveröffentlichung: 7. Mai 2016                            |
| 2016 | Glücksmoment Thomas Katrozan                                          | DE67 (1 Wo.)DE | AT73 (1 Wo.)AT | — | — | Erstveröffentlichung: 7. Mai 2016                            |
| 2017 | Louis Louis Kay One                                                   | DE9 Platin · (19 Wo.)DE | AT16 (15 Wo.)AT | CH58 (8 Wo.)CH | — | Erstveröffentlichung: 19. Mai 2017 Verkäufe: + 400.000       |
| 2018 | Königlich Marie Wegener                                               | DE3 (3 Wo.)DE | AT10 (1 Wo.)AT | CH11 (1 Wo.)CH | — | Erstveröffentlichung: 5. Mai 2018                            |
| 2019 | Cherry Lady Capital Bra                                               | DE1 Platin · (22 Wo.)DE | AT1 (17 Wo.)AT | CH1 (17 Wo.)CH | — | Erstveröffentlichung: 22. März 2019 Verkäufe: + 400.000      |
| 2020 | Eine Nacht Ramon Roselly                                              | DE1 (2 Wo.)DE | AT9 (1 Wo.)AT | CH5 (1 Wo.)CH | — | Erstveröffentlichung: 3. April 2020                          |
| 2020 | Eine Nacht Chiara D’Amico                                             | DE55 (1 Wo.)DE | — | CH67 (1 Wo.)CH | — | Erstveröffentlichung: 3. April 2020                          |
| 2020 | Brother Louie Vize, Dieter Bohlen & Imanbek feat. Leony               | DE64 (11 Wo.)DE | AT58 (6 Wo.)AT | — | — | Erstveröffentlichung: 10. Juli 2020 Verkäufe: + 50.000       |
| 2024 | Cheri Cheri Lady Twenty4tim feat. Dieter Bohlen                       | DE2 (1 Wo.)DE | — | — | — | Erstveröffentlichung: 12. April 2024                         |
| Folgende Lieder erschienen nicht als Single, wurden aber durch das Album zum Download und Streaming bereitgestellt und konnten somit eine Platzierung erlangen: |                                                                       | | | | |                                                              |
| |                                                                       | | | | |                                                              |
| 2011 | Que Sera, Sera Pietro Lombardi                                        | — | AT37 (1 Wo.)AT | CH49 (1 Wo.)CH | — | Charteinstieg: 10. Juni 2011                                 |
| 2011 | Down Pietro Lombardi                                                  | — | AT34 (1 Wo.)AT | CH43 (1 Wo.)CH | — | Charteinstieg: 10. Juni 2011                                 |
| 2012 | The A Team Luca Hänni                                                 | — | — | CH44 (1 Wo.)CH | — | Charteinstieg: 3. Juni 2012                                  |
| 2012 | Allein Allein Luca Hänni                                              | — | — | CH55 (1 Wo.)CH | — | Charteinstieg: 3. Juni 2012                                  |
| 2012 | Cello Daniele Negroni                                                 | — | AT75 (1 Wo.)AT | — | — | Charteinstieg: 8. Juni 2012                                  |
| 2012 | Oh Jonny Daniele Negroni                                              | — | AT68 (1 Wo.)AT | CH62 (1 Wo.)CH | — | Charteinstieg: 8. Juni 2012                                  |
| 2012 | Forgive Forget Daniele Negroni                                        | — | AT64 (1 Wo.)AT | CH45 (1 Wo.)CH | — | Charteinstieg: 8. Juni 2012                                  |
| 2015 | Du hast mein Herz gebrochen Daniel Wirtz                              | DE41 (3 Wo.)DE | — | — | — | Charteinstieg: 12. Juni 2015                                 |

## Promoveröffentlichungen
| Jahr | Titel Album                | Anmerkungen                                                 |
| ---- | -------------------------- | ----------------------------------------------------------- |
| 2008 | Gasoline Dieter – Der Film | Erstveröffentlichung: 2008 Veröffentlichung nur in Finnland |

## Hörbücher
| Jahr | Titel Musiklabel                                            | Anmerkungen                                             |
| ---- | ----------------------------------------------------------- | ------------------------------------------------------- |
| 2002 | Nichts als die Wahrheit Hansa                               | Erstveröffentlichung: 7. Oktober 2002 mit Katja Kessler |
| 2003 | Hinter den Kulissen Hansa                                   | Erstveröffentlichung: Oktober 2003 mit Katja Kessler    |
| 2008 | Der Bohlenweg – Planieren statt Sanieren Random House Audio | Erstveröffentlichung: 1. Oktober 2008                   |

## Statistik

### Chartauswertung

#### Albumcharts
|                     | DE    | AT    | CH    | UK    |
| ------------------- | ----- | ----- | ----- | ----- |
| Nummer-eins-Alben   | DE—DE | AT—AT | CH—CH | UK—UK |
| Top-10-Alben        | DE3DE | AT3AT | CH2CH | UK—UK |
| Alben in den Charts | DE4DE | AT4AT | CH3CH | UK—UK |

#### Singlecharts
|                       | DE    | AT    | CH    | UK    |
| --------------------- | ----- | ----- | ----- | ----- |
| Nummer-eins-Singles   | DE1DE | AT—AT | CH—CH | UK—UK |
| Top-10-Singles        | DE4DE | AT1AT | CH1CH | UK—UK |
| Singles in den Charts | DE6DE | AT4AT | CH2CH | UK—UK |

|                       | DE      | AT      | CH     | UK    |
| --------------------- | ------- | ------- | ------ | ----- |
| Nummer-eins-Singles   | DE23DE  | AT14AT  | CH12CH | UK—UK |
| Top-10-Singles        | DE58DE  | AT46AT  | CH27CH | UK1UK |
| Singles in den Charts | DE159DE | AT109AT | CH79CH | UK5UK |

### Auszeichnungen für Musikverkäufe
| Silberne Schallplatte - Frankreich - 1985: für die Autorenbeteiligung/Produktion Cheri, Cheri Lady (Modern Talking) - 1986: für die Autorenbeteiligung/Produktion Brother Louie (Modern Talking) Goldene Schallplatte - Belgien - 1986: für die Autorenbeteiligung/Produktion Brother Louie (Modern Talking) - 1986: für die Autorenbeteiligung/Produktion Atlantis Is Calling (S. O. S. for Love) (Modern Talking) - 1998: für die Autorenbeteiligung/Produktion You’re My Heart, You’re My Soul ’98 (Modern Talking feat. Eric Singleton) - 1998: für die Produktion Y.M.C.A. (Touché feat. Krayzee) - Dänemark - 2024: für die Autorenbeteiligung/Produktion Cheri, Cheri Lady (Modern Talking) - Frankreich - 1985: für die Autorenbeteiligung/Produktion You’re My Heart, You’re My Soul (Modern Talking) - 1985: für die Autorenbeteiligung/Produktion You Can Win If You Want (Modern Talking) - 1998: für die Autorenbeteiligung/Produktion Brother Louie ’98 (Modern Talking feat. Eric Singleton) - 1998: für die Autorenbeteiligung/Produktion You’re My Heart, You’re My Soul ’98 (Modern Talking feat. Eric Singleton) - Italien - 2024: für die Autorenbeteiligung/Produktion Cheri, Cheri Lady (Modern Talking) - Spanien - 2024: für die Autorenbeteiligung/Produktion Brother Louie (Modern Talking) - 2025: für die Autorenbeteiligung/Produktion Cheri, Cheri Lady (Modern Talking) | Platin-Schallplatte - Polen - 2021: für die Single Brother Louie - Schweden - 1998: für die Autorenbeteiligung/Produktion You’re My Heart, You’re My Soul ’98 (Modern Talking feat. Eric Singleton) 2× Platin-Schallplatte - Brasilien - 1992: für die Autorenbeteiligung/Produktion Bitterblue (Bonnie Tyler) |

Anmerkung: Auszeichnungen in Ländern aus den Charttabellen bzw. Chartboxen sind in ebendiesen zu finden.
| Land/RegionAuszeichnungen für Musikverkäufe (Land/Region, Auszeichnungen, Verkäufe, Quellen) | Silber     | Gold       | Platin       | Verkäufe  | Quellen                      |
| -------------------------------------------------------------------------------------------- | ---------- | ---------- | ------------ | --------- | ---------------------------- |
| Belgien (BRMA)                                                                               | —          | 4× Gold4   | —            | 250.000   | ultratop.be                  |
| Brasilien (PMB)                                                                              | —          | —          | 2× Platin2   | 500.000   | Einzelnachweise              |
| Dänemark (IFPI)                                                                              | —          | Gold1      | —            | 45.000    | ifpi.dk                      |
| Deutschland (BVMI)                                                                           | —          | 15× Gold15 | 13× Platin13 | 7.750.000 | musikindustrie.de            |
| Frankreich (SNEP)                                                                            | 2× Silber2 | 4× Gold4   | —            | 2.000.000 | infodisc.fr snepmusique.com  |
| Italien (FIMI)                                                                               | —          | Gold1      | —            | 50.000    | fimi.it                      |
| Österreich (IFPI)                                                                            | —          | 6× Gold6   | 2× Platin2   | 165.000   | ifpi.at                      |
| Polen (ZPAV)                                                                                 | —          | —          | Platin1      | 50.000    | olis.pl                      |
| Schweden (IFPI)                                                                              | —          | —          | Platin1      | 30.000    | sverigetopplistan.se ifpi.se |
| Schweiz (IFPI)                                                                               | —          | 6× Gold6   | Platin1      | 150.000   | hitparade.ch                 |
| Spanien (Promusicae)                                                                         | —          | 2× Gold2   | —            | 60.000    | elportaldemusica.es          |
| Vereinigtes Königreich (BPI)                                                                 | 2× Silber2 | —          | —            | 450.000   | bpi.co.uk                    |
| Insgesamt                                                                                    | 4× Silber4 | 39× Gold39 | 20× Platin20 |           |                              |